# 景考祥
景考祥（1698年—1778年），號履齋，河南汲縣人，清朝政治人物。

## 生平
康熙五十二年（1713年）癸巳恩科進士，選翰林院庶吉士，散館授編修。雍正三年（1725年）4月出任巡視台灣監察御史，同年農曆九月在職升任吏科給事中，十一月轉任福建鹽運使。
他在台期間，與同任滿監察御史禪濟布曾呈請清世宗為台灣鹿耳門天后宮題匾。在軍事方面，他曾奏報羅漢門汛兵為台灣原住民所害，並認為該事件乃前福建提督藍廷珍委管蔡克俊墾越番地，致生糾紛所致。為此，清廷曉諭督府嚴禁官員私行開墾。
不過，景考祥與禪濟布亦爭功互參。禪濟布向清廷參奏隨景考祥來台的親屬與民爭地、擅作威福。景考祥亦同時參奏禪濟布諸種劣跡。吳、禪二御史因此失和並產生兩群黨。臺廈道吳昌祚、臺灣府范廷謀、海防同知王作梅、淡水同知王汧及台灣鎮參將呂瑞麟，屬景考祥，台灣鎮總兵林亮則屬禪濟布。
清世宗對兩人互控，展開審調，並前後歷時三年。參與審理者，前後計有閩浙總督高其倬、新任福建巡撫朱綱、內閣侍讀學士西桂、吏部左侍郎史貽直等等。1729年2月景考祥與禪濟布各予以交部嚴加議處結案。